# 국제우편물류센터
국제우편물류센터(國際郵便物流센터)는 국제우편물 교환·통관회부 및 행방조사 등의 업무를 전담하기 위해 설립된 대한민국 과학기술정보통신부 우정사업본부 서울지방우정청 소속의 정부기관으로 국제우편물류센터장은 서기관 또는 기술서기관으로 보한다. 인천광역시 중구 공항동로193번길 40-32에 위치하고 있다.

## 연혁
- 1955년 8월 1일 서울국제우체국 개국(세종로 77번지)
- 1972년 9월 18일 청사이전(서대문구 창천동 98-3)
- 1988년 5월 9일 청사이전(양천구 목5동 905-16)
- 2007년 10월 29일 '국제우편물류센터'로 명칭 변경 및 청사이전(인천국제공항 화물터미널A동)

## 조직

### 국제우편물류센터장
- 항공발송과: 외국으로 발송하는 국제우편물을 소통함.
- 항공도착과: 외국에서 서울로 오는 국제우편물을 소통함
- 지원과: 인사, 항공보안, 시설관리(기계계)등 사무지원 및 시설관리.
- 민원실: 민원상담.